# Novelle esemplari

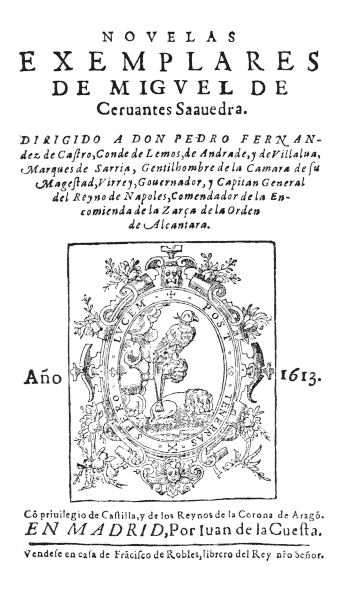
Frontespizio della prima edizione del 1613, con la grafia arcaica del titolo Novelas exemplares

Le Novelle esemplari (Novelas ejemplares) formano una raccolta di dodici novelle dello scrittore spagnolo Miguel de Cervantes Saavedra, pubblicata nel 1613 a Madrid da Juan de la Cuesta.
La raccolta, scritta fra il 1590 e il 1612, comprende, in quest'ordine, le seguenti storie: La Gitanilla, El amante liberal, Rinconete y Cortadillo, La Española inglesa, El licenciado Vidriera, La fuerza de la sangre, El celoso extremeño, La ilustre fregona, La dos doncellas, La señora Cornelia, El casamiento engañoso e Coloquio de los perros, quest'ultima dedicata a Fernández De Castro.
Accolte con favore dal pubblico, le Novellas apparvero dopo l'uscita della prima parte del Don Quijote de la Mancha.

## Tema
Seguendo il modello di novella stabilito in Italia, Cervantes rivendica, nella Prefazione al testo, di aver introdotto per la prima volta in Spagna la "novela", termine che fino a quel momento non era mai stato usato.

Attraverso le novelle della raccolta, Cervantes  mostra la panoramica della vita umana, quella del cavaliere come quella degli umili, mostrando la variabilità delle cose e la sua importanza usando un tempo narrativo compiuto che segue con particolare ritmo gli avvenimenti.
Lo schema temporale è sempre evidente, come nel Coloquio de los perros dove viene programmata una notte per le confidenze dei due cani sapienti uno dei quali, Cipíon, segna con insistenza il tempo all'altro, Berganza, che rappresenta il polo dispersivo o come ne La fuerza de la sangre nella quale l'azione si protrae per otto anni, ma il vero nucleo creativo si restringe nello spazio di sole due notti, quella del rapimento e quella del matrimonio della protagonista Leocadia.
L'ambientazione è spesso notturna e offre occasione di messe in scena particolari che sfruttano gli effetti del chiaroscuro barocco.

Particolari sono poi le prospettive con le quali vengono affrontati alcuni temi ricorrenti, tra i quali, particolarmente originale, il tema dell'"hidalguía" che si distacca dai soliti schemi. L'hidalgo infatti non è visto nella sua alienante solitudine, ma immesso nei problemi della sua famiglia povera e dignitosa.

I personaggi cervantini sono  descritti con grande vivacità e l'ambiente, osservato con grande cura, viene offerto al lettore con una visione coloristica che lo trascina  ad una interpretazione soggettiva e ad una meditata partecipazione.

 Ogni novella della raccolta offre così grande ricchezza di toni ed in esse il senso del reale si unisce alle piacevolezze dell'immaginazione.
Tuttavia si registra una ampia presenza di stereotipi moralistici della novella popolare "a lieto fine" e di una serie di tradizionali pregiudizi dell'epoca (l'esistenza delle streghe, la malvagità degli ebrei, la dissolutezza degli zingari) che costituiscono talvolta asse portante della singola novella e che rendono questa raccolta, pubblicata a cavallo tra la prima e la seconda parte del Don Quixote, priva della freschezza narrativa e della modernità dell'opera principale dell'Autore.
Il racconto "La Gitanilla" ha ispirato il film La gitana del 1940.

## Edizioni italiane

### Edizioni integrali
- Novelle esemplari, traduzione di e illustrazioni di Alfredo Giannini, Bari, Laterza, 1912.
- Novelle esemplari, Introduzione e note a cura di Giovanni Maria Bertini[1], Collana I Grandi Scrittori Stranieri.Serie I n.10, Torino, UTET, 1931. - A cura di Alessandro Martinengo, Milano, TEA, 1989, ISBN 978-88-781-9113-6.
- Novelle esemplari, Prefazione e trad. Renata Nordio, Collana Narratori Stranieri Tradotti n.21, Torino, Einaudi, 1943 - II ed. 1954.
- Novelle esemplari, Introduzione e note di Camillo Guerrieri Crocetti, Torino, San Lattes & C., 1949.
- Novelle esemplari (2 voll.), traduzione di Antonio Gasparetti, Collana BUR n.1056-1062, Milano, Rizzoli, 1956. - Introduzione di Monique Joly, Collana Classici, Milano, BUR, 1994, ISBN 978-88-17-16967-7.
- Novelle esemplari, traduzione di e cura di C. Vian, Milano, Fratelli Magnani, 1958. - Novara, Ist. Geogr. De Agostini, 1968.
- Novelle esemplari, Introduzione di Giuseppe Marian, trad. e note di Mirella Ferracuti Garutti, Collana Maestri n.52, Edizioni Paoline, 1959.
- Novelle esemplari, scelta, introduzione e trad. di Francesco Saba Sardi, Fratelli Fabbri Editori, Milano, 1969-1985. - Introduzione di Gabriella Ernesti, Collana Oscar Classici, Milano, Mondadori, 1986, ISBN 978-88-042-7669-2.
- Novelle esemplari, a cura di G. Stiffoni, in Miguel de Cervantes. Tutte le opere, a cura di F. Meregalli, 2 voll., Milano, Mursia, 1971.
- Novelle esemplari, Introduzione di Gabriele Morelli. Cura e traduzione a cura di Clara Berna, Roma, Newton Compton, 1976-2021, ISBN 978-88-227-5206-2.
- Novelle esemplari, Traduzione, introduzione e note di Pietro Civitareale, Lunaria 18, Faenza, Mobydick, 1998.
- Novelle esemplari, traduzione di Paola Gorla, A cura e con un'introduzione di Pier Luigi Crovetto, Collana ET Classici, Torino, Einaudi, 2002, ISBN 978-88-06-16206-1.

### Edizioni parziali
- Rinconete y Cortadillo, note e commentario di Leonida Biancolini, Roma, Signorelli, 1929.
- La Gitanilla, Introd. e note di Nera Ponsiglione, Napoli, Guida, 1932.
- Il matrimonio truffaldino, Colloquio di Scipione e Berganza, trad. di Eugenio Montale, in Narratori spagnoli, a cura di Carlo Bo, Milano, Bompiani, 1941.
- Rinconete y Cortadillo, a cura di Lina Arese Brusa, Torino, Chiantore, 1946.
- La española inglesa, Introd. e note di Lucio Ambruzzi, Torino, UTET, 1956.
- Rinconete y Cortadillo, a cura di Franco Meregalli, Milano, Principato, 1960.
- Rinconete y Cortadillo, Prefazione e note di Ubaldo Eardi, Urbino, Ist. statale d'arte, 1961.
- Novelle picaresche, Prefazione e trad. Lucio D'Arcangelo, Roma, Lucarini, 1987. [Contiene: Rinconete y Cortadillo, El casamiento engañoso, El coloquio de los perros]
- Il dialogo dei cani, a cura di Maria Caterina Ruta, Collana Letteratura universale. Dulcinea, Venezia, Marsilio, 1993, ISBN 978-88-317-5650-1.
- L'amante generoso. Una novella esemplare, a cura di F. De Cesare, Collana Le occasioni, Bagno a Ripoli (Firenze), Passigli, 2006, ISBN 978-88-368-0944-8.
- Rinconete e Cortadillo, trad. di M. Icolari, Collana Gemme, Milano, Leone, 2014, ISBN 978-88-639-3185-3.
- La storia di Cantuccio e Taglierino (Rinconete y Cortadillo). Tra descrizione e invenzione un racconto di Cervantes sulla struttura della criminalità a Siviglia all'inizio del '600, Introduzione, trad. e note di Walter Ghia, Collana Narrativa/Meledoro, Milano, Mimesis, 2016, ISBN 978-88-575-3302-5.
- Il Dottor Vetrata, a cura di Rosario Trovato, Collana L'Albatros, Zafferana Etnea (Catania), Algra Editore, 2022, ISBN 978-88-934-1589-7.
- Novelle esemplari. La gitanilla. L'amante generoso, traduzione di Carmela Gionti e Celeste Calabria, Collana Young, Roma, Curcio, 2024, ISBN 978-88-686-8558-4.